# Burger King de Mattoon
Le Burger King de Mattoon est un restaurant situé à Mattoon, localité de l'État de l'Illinois, aux États-Unis. La bataille juridique qui l'a opposé au géant américain de la restauration homonyme, Burger King, avec lequel il n'a aucune affiliation, est un cas célèbre du droit relatif aux marques déposées aux États-Unis.

## Histoire
Le restaurant Burger King de Mattoon a été fondé par Gene et Betty Hoots, un couple résidant de Mattoon. Le couple rachète le Frigid Queen, commerce de vente de glaces de l'oncle de Gene, et ouvre l'établissement en 1952. Dans les années suivant l'ouverture, le restaurant s'agrandit en investissant le garage situé derrière le restaurant ; un grill est installé, ce qui permet au restaurant de diversifier son menu et proposer des mets chauds à emporter tels que des burgers, frites à ses clients.
C'est en 1959 que Gene Hoots dépose la marque Burger King au niveau de l'État de l'Illinois, et rebaptise, avec l'accord de son oncle et ancien propriétaire du lieu, le restaurant.

## Bataille juridique
Une chaîne de restauration rapide dénommée Burger King se développe en Floride dans les années 1950. La société, baptisée Insta-Burger King à sa fondation en 1953, est renommée Burger King of Florida en 1959. La chaîne de restauration implante son premier établissement dans l'Illinois en 1961, à Skokie, et en 1967, elle compte une cinquantaine d'enseignes dans l'État.
Les Hoots, propriétaires du restaurant de Mattoon, attaquent la chaîne de restauration au niveau de l'État en 1968 (Burger King of Florida, Inc. v. Hoots). Le couple, représenté par l'avocat local Mr Harlan Heller, pense alors que le dépôt de la marque au niveau de l'État leur donne la pleine exploitation de la marque sur tout le territoire de l'Illinois. Le litige est porté au fédéral devant la Cour d'appel des États-Unis pour le septième circuit, dont l'arrêt constitue un important précédent dans l'interprétation de la loi Lanham sur le droit des marques.
La cour décide que, en raison du dépôt de la marque Burger King au niveau fédéral et en raison du fait que le fédéral prime sur le provincial, la chaîne de restauration de Floride a le droit d'exploiter la marque Burger King partout aux États-Unis, y compris dans l'État de l'Illinois à l'exception seule de la localité de Mattoon. Les Hoots ont le droit d'exploitation exclusif de la marque dans le périmètre de la localité de Mattoon défini par la cour, c'est-à-dire un cercle dont le centre est le restaurant des Hoots dont le rayon fait 20 miles (soit 32 kilomètres).